# Стрибіж (зупинний пункт)
Стрибіж — пасажирський зупинний пункт Коростенської дирекції Південно-Західної залізниці (Україна), розташований на дільниці Звягель I — Житомир між станцією Курне (відстань — 5 км) і зупинним пунктом Неборівка (3 км). Відстань до ст. Звягель I — 49 км, до ст. Житомир — 42 км.
Розташований у Слобідці Житомирського району.
Виник наприкінці XX століття.